# Enrique Hormazábal
Enrique Hormazábal (Santiago, 1931 - 18 de Abril de 1999) foi um futebolista chileno, considerado um dos grandes jogadores de futebol de seu país.
Foi um meio-campista do Colo Colo, disputou a Copa América de 1955 e 1956 e as eliminatórias para a Copa do Mundo 1954 na Suíça e na Suécia em 1958. Com a seleção chilena marcou o gol 1.000 ª na história da Copa América em 1955.
Eleito o melhor jogador na Copa América 1955 no Chile.
Artilheiro na Copa América no Uruguai em 1956.
Eleito o melhor jogador na Copa América no Uruguai 1956.